# Bogwiedz
Bogwiedz, Bogowied – staropolskie imię męskie, złożone z członów Bog- ("Bóg", ale pierwotnie "los, dola, szczęście") i -wied ("wiedzieć"). Pierwotna forma tego imienia najprawdopodobniej brzmi Bogowied, Bogwied, zaś forma Bogwiedz jest zapisem imienia zdrobniałego, uformowanego przy użyciu przyrostka -jь, pod wpływem którego wygłosowe -d z początkowego *Bogowied przeszło w -dz. Imię to mogło oznaczać "ten, który zna Boga" albo "ten, który zna los, zna przyszłość".